# قلعة فادوتس

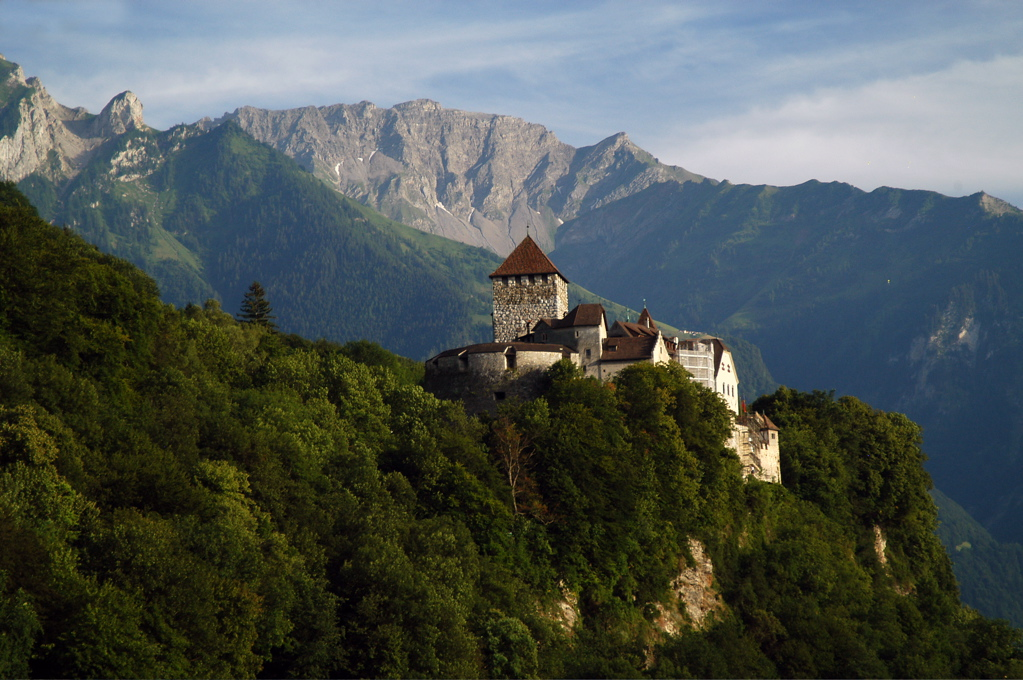
قلعة فادوتس

قلعة فادوتس (بالألمانية: Schloss Vaduz) هي واحدة من أهم معالم مدينة فادوتس عاصمة ليختنشتاين وهي مقر سكن أمير ليختنشتاين. منحت القلعة اسمها للمدينة، وهي تطل عليها من خلال ربوة عالية.

## معرض صور

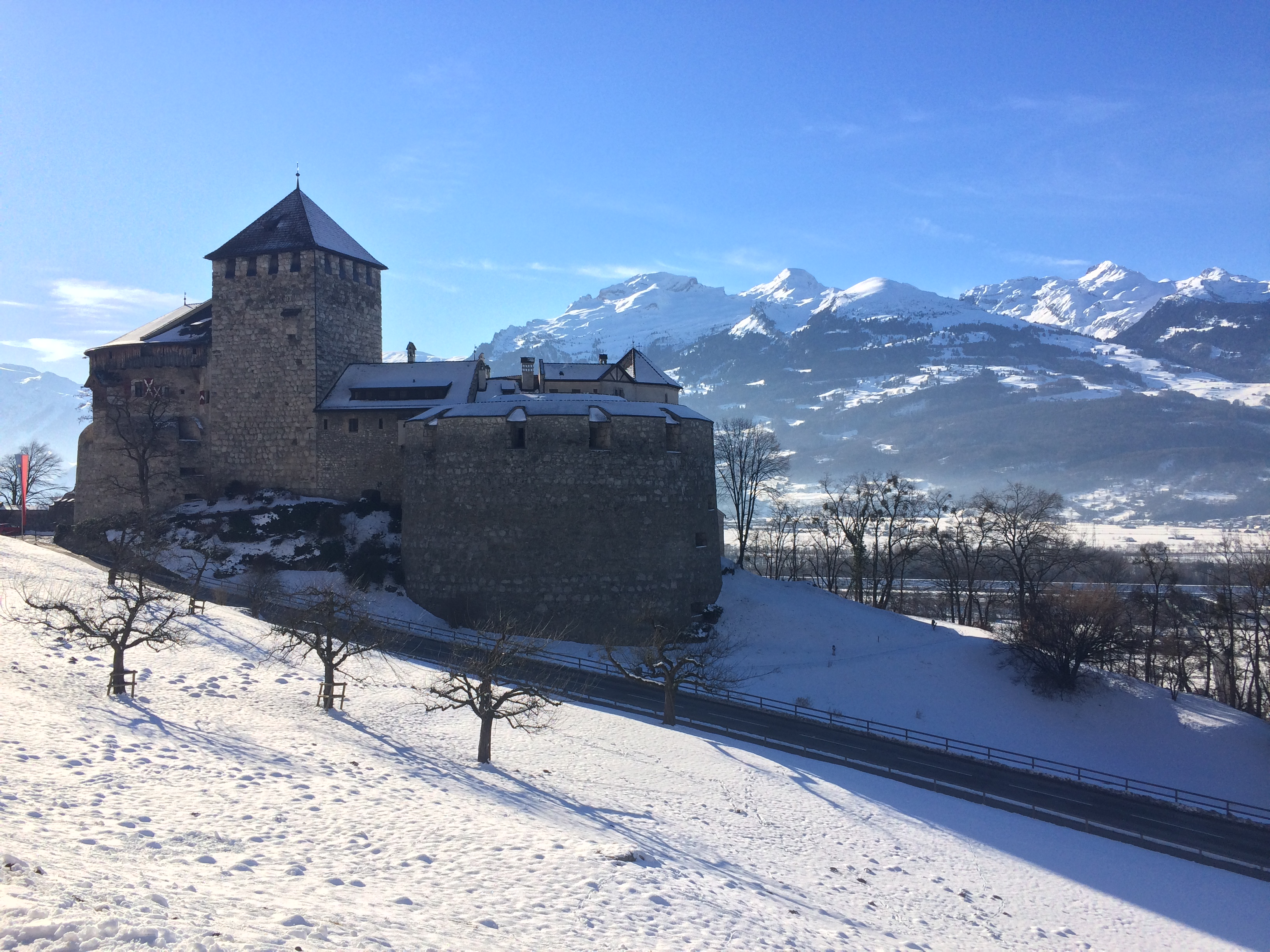
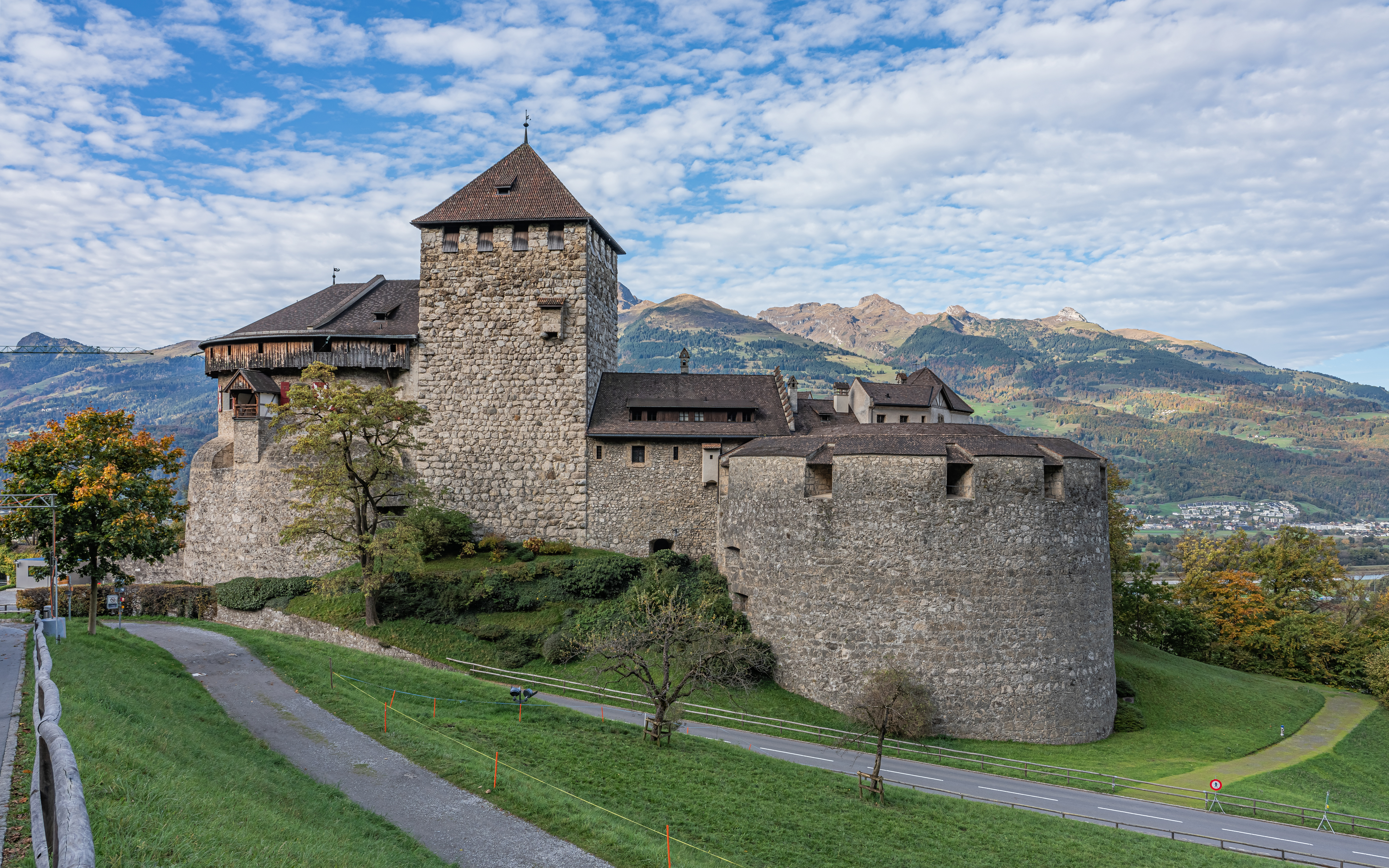
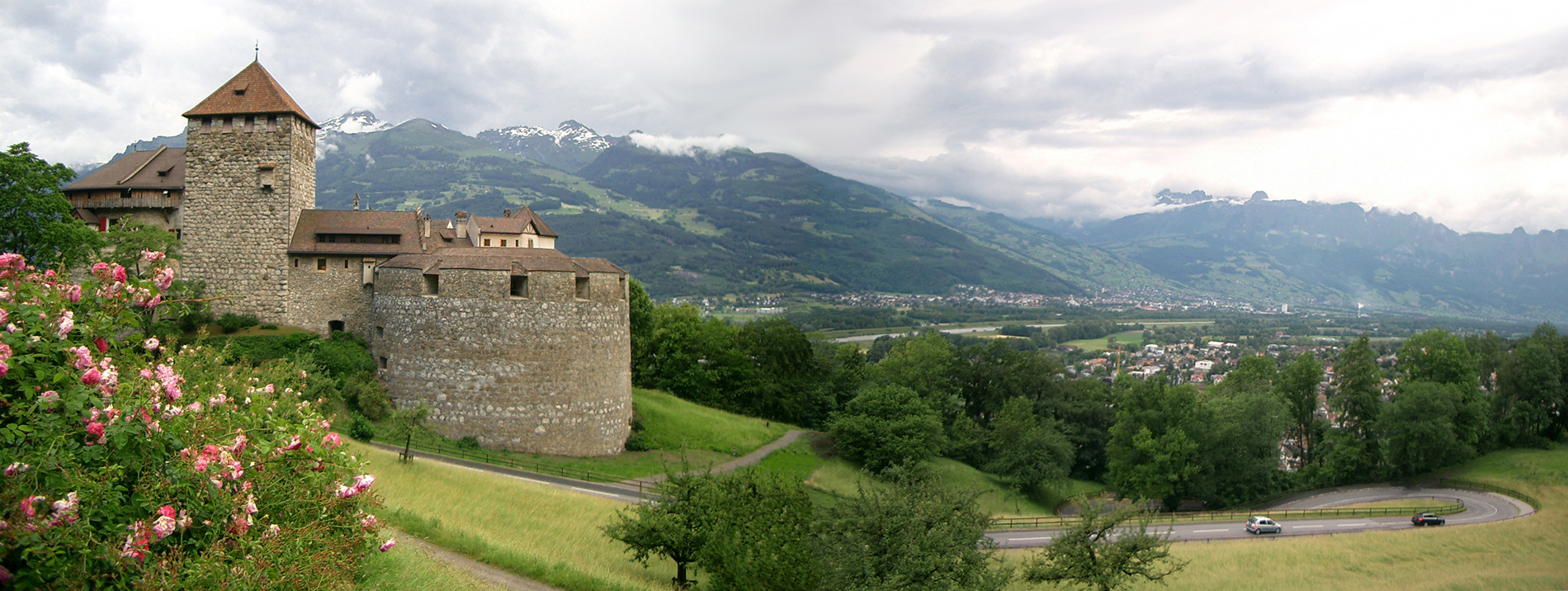
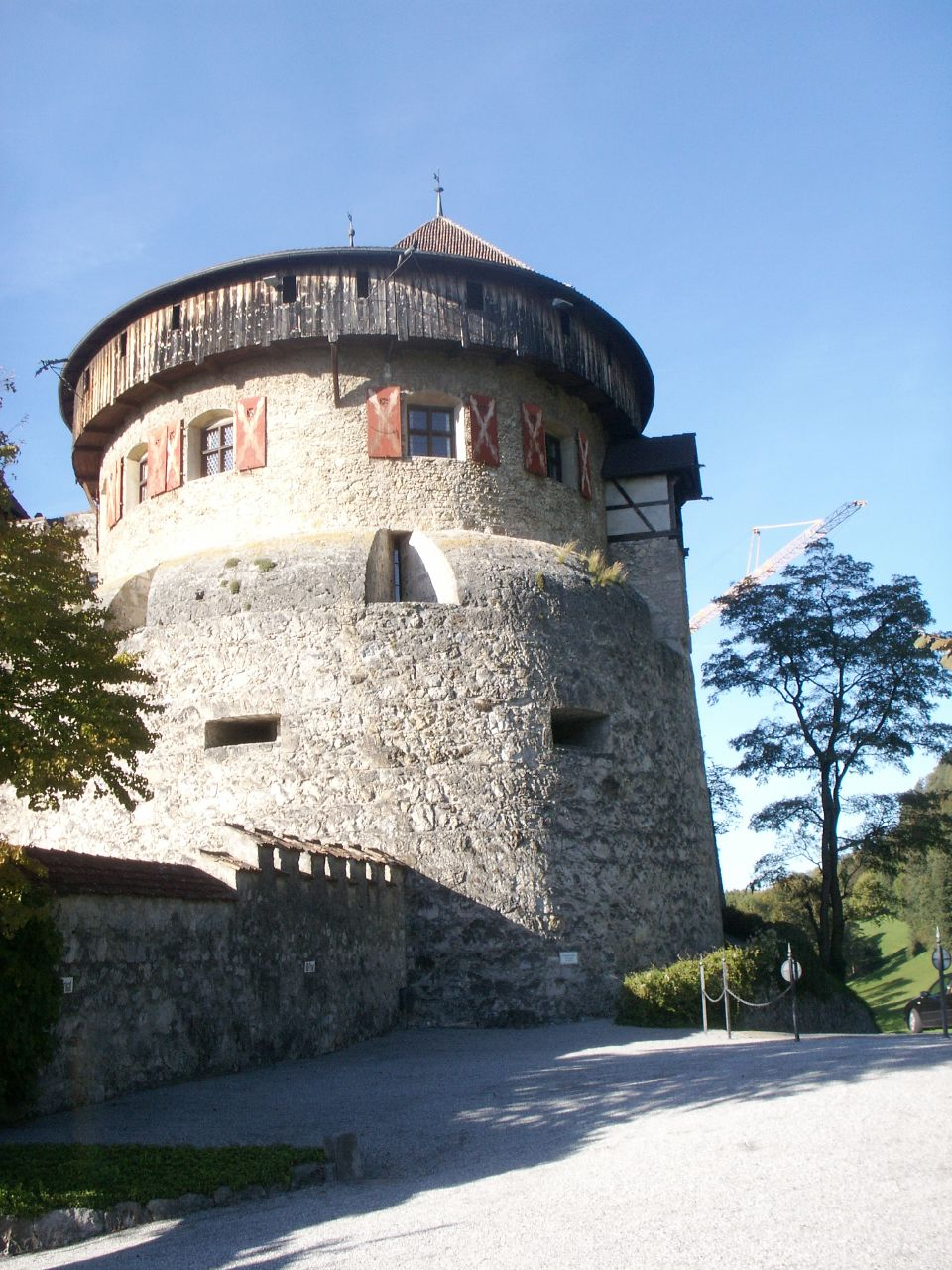
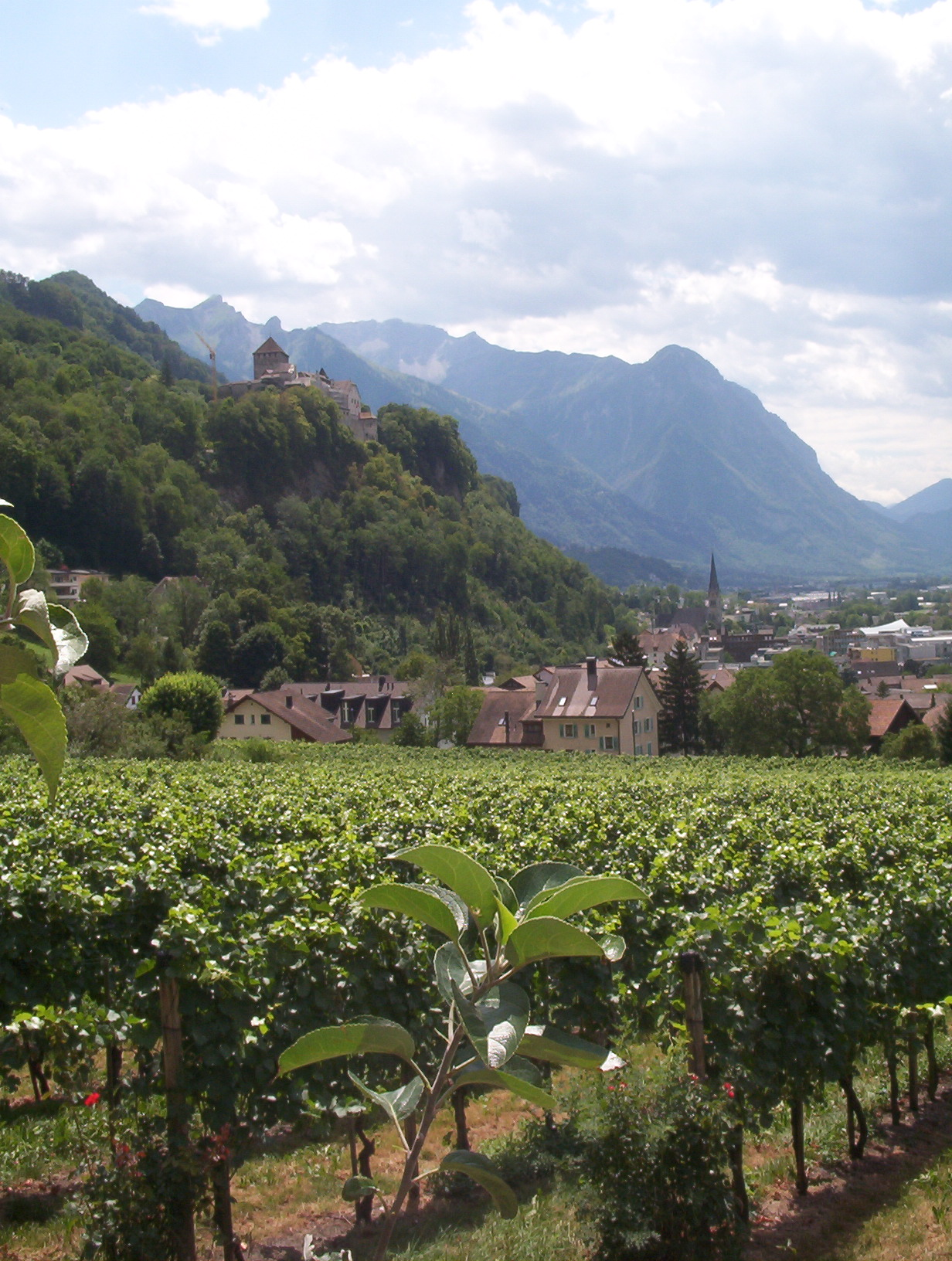